# Nigel Barley
Nigel Barley (nascido em 27 de setembro de 1974) é um ciclista paralímpico australiano. Pela Austrália, conquistou a medalha de prata na prova de contrarrelógio individual da categoria H3 nos Jogos Paralímpicos de Verão de 2012. Nesta mesma prova, obteve a prata no Mundial de Ciclismo Paralímpico, em 2013.

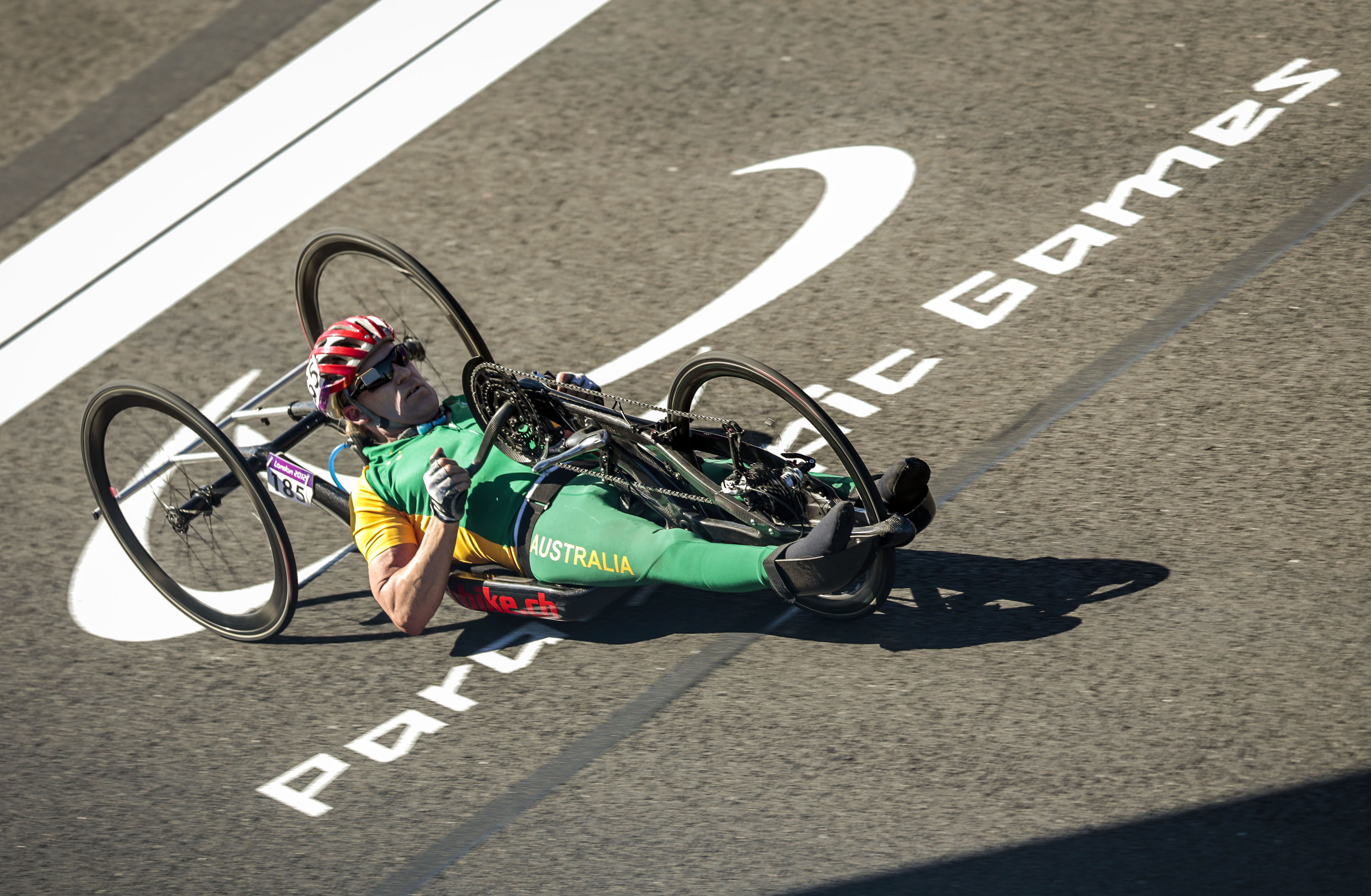
Barley durante a Paralimpíada de Londres, em 2012.